# (31124) Slavíček
(31124) Slavíček, désignation internationale (31124) Slavicek, est un astéroïde de la ceinture principale.

## Description
(31124) Slavicek est un astéroïde de la ceinture principale. Il fut découvert le 22 septembre 1997 à l'Observatoire Kleť par Miloš Tichý. Il présente une orbite caractérisée par un demi-grand axe de 2,32 UA, une excentricité de 0,07 et une inclinaison de 2,2° par rapport à l'écliptique.